# Nāmagiripettai
Nāmagiripettai är en ort i Indien.   Den ligger i distriktet Namakkal och delstaten Tamil Nadu, i den södra delen av landet, 1 900 km söder om huvudstaden New Delhi. Nāmagiripettai ligger 262 meter över havet och antalet invånare är 22 098.
Terrängen runt Nāmagiripettai är varierad. Runt Nāmagiripettai är det tätbefolkat, med 383 invånare per kvadratkilometer. Närmaste större samhälle är Rasipuram, 9,0 km väster om Nāmagiripettai. Omgivningarna runt Nāmagiripettai är en mosaik av jordbruksmark och naturlig växtlighet.